# بخش زالیان

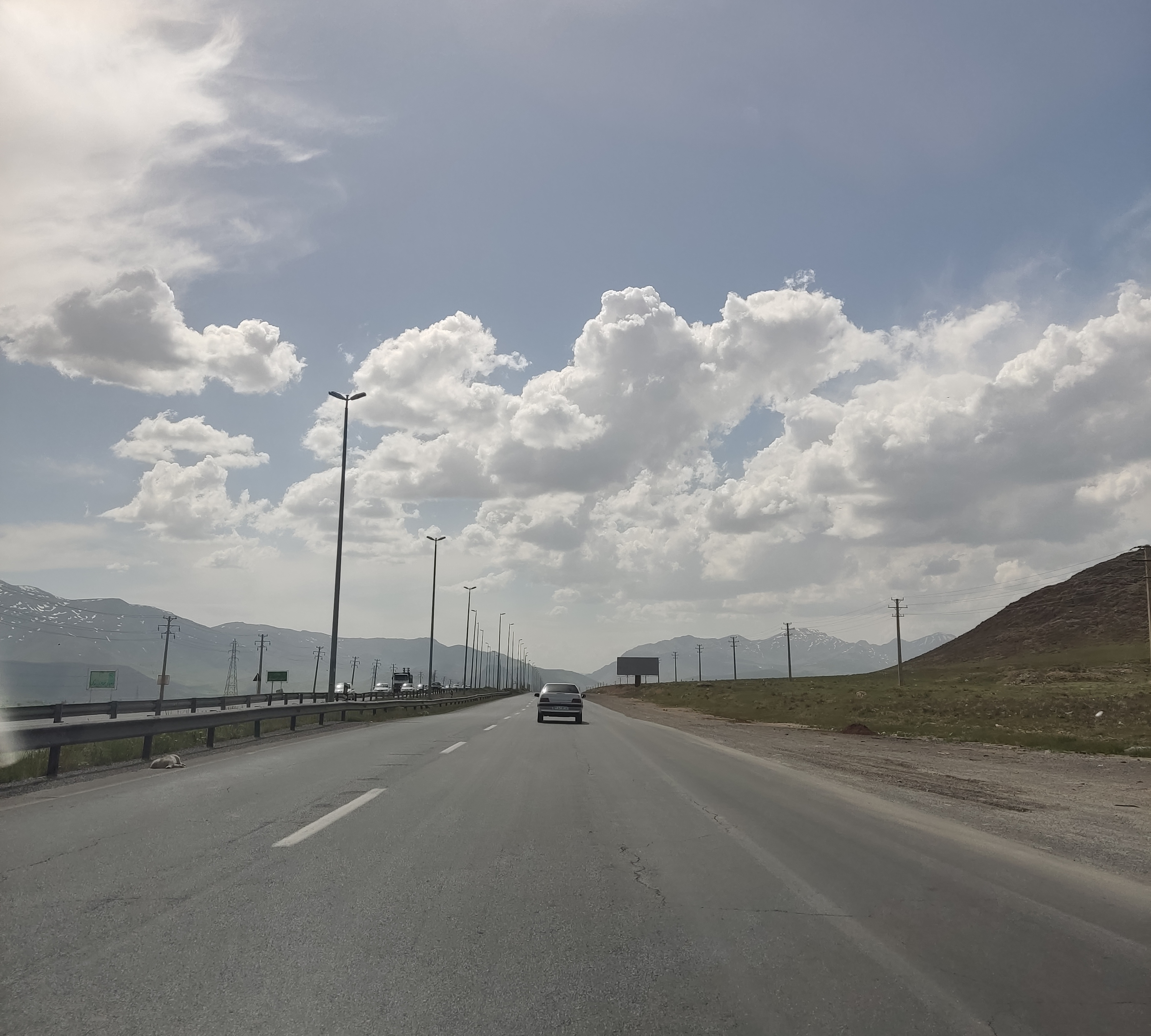
بخش زالیان

بخش زالیان یکی از سه بخش شهرستان شازند در استان مرکزی ایران است. زبان مردم این نواحی لری می باشد.
قلعه تاریخی روستای حصاردره از زیباترین قلعه های تاریخی شازند در بخش زالیان واقع شده . قله  معروف لجور و آلاداغ در این بخش واقع شده

## تقسیمات کشوری
- دهستانهای بخش زالیان شهرستان شازند:
  - دهستان پل دوآب
  - دهستان زالیان
  - دهستان نهرمیان
- نقطه شهری: توره  ، مهاجران

## جمعیت
بنابر سرشماری مرکز آمار ایران، جمعیت بخش زالیان شهرستان شازند در سال ۱۳۸۵ برابر با ۲۲۹۳۵ نفر بوده است.